# Бизанц, Геро
Геро Бизанц (нем. Gero Bisanz; 3 ноября 1935, Конояды, Куявско-Поморское воеводство — 17 октября 2014, Оверат, Северный Рейн-Вестфалия) — немецкий футболист и футбольный тренер, прозаик, автор научно-популярных произведений.

## Биография
За время своей карьеры играл за «Кёльн» и «Виктория Кёльн». Несмотря на то, что в «Кёльне» он почти не играл, Бизанц стал одним из ключевых игроков «Виктории». В общей сложности он сыграл 74 матча в Оберлиге Запада и 148 матчей в региональной лиге.
С 1959 по 1968 год Бизанц также работал сертифицированным учителем физкультуры в школе Отто-Кюне, Бад-Годесберг, однако ему пришлось покинуть эту работу после крупного скандала. В 1970-х годах он тренировал «Байер 04», «Линдлар» любительский состав «Кёльна». С 1982 по 1996 год он тренировал женскую сборную Германии, с которой трижды выигрывал чемпионат Европы: в 1989, 1991 и 1995 годах. Кроме того, Бизанц с 1971 по 2000 год вёл тренерские курсы Немецкого футбольного союза, позже его заменил Эрих Рутемёллер.
В 2000 году Бизанц вместе с бывшими игроками сборной Германии (в том числе Юргеном Клинсманом) основал специальные курсы для обучения молодёжи, сам Бизанц вошёл в попечительский совет.
Геро Бизанц является автором нескольких учебников по футболу и методам обучения. Самый известный из них так и называется «Футбол». Его первое издание появилось в 1980 году и постоянно переиздавалось. Последняя редакция была опубликована в 2013 году. Эта книга входит в ряд основных учебных программ в средних школах и физкультурных вузах.
Бизанц был женат и имел дочь, Майке, которая профессионально занималась баскетболом. Он жил со своей семьёй в Оверате, недалеко от Кёльна.